# Pic de Montcalm
Pic de Montcalm – szczyt w Pirenejach. Leży w południowej Francji, w departamencie Ariège, przy granicy z Hiszpanią. Należy do Pirenejów Wschodnich.
Pierwszego wejścia dokonali Augustin Pyramus de Candolle i Simon Faure 18 lipca 1807 r.